# Palatul Artelor

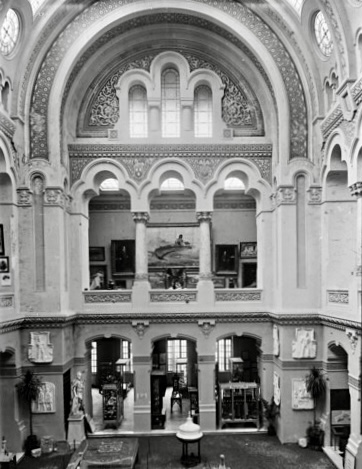
Sala Grigorescu a palatului

Palatul Artelor a fost un edificiu construit în București, pe dealul Trocadero (Dealul Filaretului) pentru Expozițiunea Generală București 1906, în locul în care se află în prezent Parcul Carol I. Palatul, cu o suprafață de 2413 mp, a fost proiectat de Victor Ștefănescu și Ștefan Burcuș și apoi, realizat de inginerul Robert Effingham Grant, directorul general al Societății Române de Construcții și Lucrări Publice, sub conducerea căruia se ridicaseră Palatul Ministerului Agriculturii și Domeniilor, Teatrul Național din Iași ș.a..
Comisarul General al Expoziției a fost numit Dr. Constantin I. Istrati, membru al Academiei, profesor la Universitatea din București, senator și fost ministru. Lucrările de construcție a Expoziției au demarat la 15 mai 1905, iar fundațiile pentru Palatul Artelor au fost așezate la 16 august 1905.
Palatul Artelor adăpostea „Muzeul trecutului nostru”, destinat a conserva „tot ce privește neamul românesc, de la constituirea sa și până în prezent” (1906). În muzeu erau expuse creațiile celor mai reprezentativi pictori români, între care George Demetrescu Mirea, Nicolae Grigorescu, Theodor Aman și Ion Andreescu. Sala centrală era dedicată sărbătoririi a „două figuri mari ale neamului nostru: Marele împărat Traian, la originea zămislirii naționalității române, și primul Rege al României, Marele Domnitor Carol I”. În acest scop, erau expuse busturile împăratului Traian, copia Lupoaicei de pe Capitoliu, precum și două statui comandate la Roma, reprezentând pe legionarul Roman și luptătorul Dac. Era expusă și o machetă a podului lui Traian de la Severin și alta a podului de la Cernavodă. Existau și reproduceri după basoreliefurile principale ale metopelor care alcătuiau monumentul Tropaeum Traiani de la Adamclisi. Pentru perioada dintre epoca romană și cea a domniei lui Carol I erau expuse planurile cetăților de scaun ale Țărilor Române (Cetatea de Scaun a Sucevei și Curtea Domnească din Târgoviște), dar și fotografii de la alte monumente medievale sau exponate care aminteau de domnitorii români.
În anul 1919, Ministerul Agriculturii și Domeniilor a cedat Ministerului de Război clădirea Palatului Artelor din Parcul Carol, împreună cu alte două clădiri din apropiere, pentru a adăposti expozițiile și patrimoniul viitorului muzeu militar.
În anul 1923, în fața Palatului Artelor (Muzeul Militar) a fost amplasat Mormântul Ostașului Necunoscut, ce avea să devină locul național de pelerinaj și de reculegere în memoria celor 225.000 de români care s-au jertfit pentru întregirea Neamului. Monumentul a fost inaugurat la 17 mai 1923, în prezența familiei regale, a membrilor guvernului, a corpurilor legiuitoare și a unui numeros public. Tot în scop memorial, în holul de onoare circular al muzeului a fost așezat grupul statuar „Pe aici nu se trece”, înfățișându-i pe Regele Ferdinand I al României și zeița Nike, zeița victoriei din mitologia greacă, operă realizată în anul 1924 de sculptorul Ioan Iordănescu iar pe pereți, au fost gravate numele ofițerilor morți în război.
Activitatea muzeului a fost temporar suspendată în urma puternicului incendiu din vara anului 1938 și a încetat definitiv după Cutremurul din 1940. Palatul a fost demolat în anul 1943, pentru ca în locul său să se amenajeze un complex memorial - Cimitirul Eroilor Neamului - care urma să cuprindă: Monumentul Eroilor Neamului, Muzeul Militar, cimitirul propriu-zis și clădirile administrative. În toamna anului 1944 lucrările au fost sistate iar șantierul lăsat în părăsire. Odată cu demolarea palatului a dispărut și fresca începută de Alexandru Ciucurencu, intitulată „marea frescă a războiului”, la care a colaborat cu pictorii Dem. Iordache și Gheorghe Vânătoru, pe schițele pictorului Gheorghe Labin.
În prezent, pe locul ocupat odinioară de Palatul Artelor este amplasat Mausoleul din Parcul Carol, realizat în anii 1959-1963, după planurile arhitecților Horia Maicu și Nicolae Cucu.

## Filatelie
În anul 2006, Romfilatelia a pus în circulație o serie de timbre cu prilejul sărbătoririi a 100 de ani de la Expoziția Generală din parcul Carol, formată din 6 timbre și o coliță, prezentând imagini ale unor pavilioane din cadrul Expozitiei Generale din 1906. Colița emisiunii, cu valoarea nominală de 2,20 lei, înfățișează Palatul Artelor. 